# Sernovodskij rajon
Il Sernovodskij rajon (in russo Серноводский район?) è un municipal'nyj rajon della Repubblica Autonoma della Cecenia, in Russia con capoluogo Sernovodskoe. Fino al 2019 si chiamava Sunženskij rajon. Nel 2021 ospitava una popolazione di 28.230 abitanti.